# Día Internacional de la Niña
El Día Internacional de la Niña  es una jornada que se celebra anualmente el 11 de octubre desde 2012, fue establecida oficialmente por la  Asamblea General de las Naciones Unidas en 2011.

## Proclamación
El Día Internacional de la Niña fue proclamado por la Asamblea General de las Naciones Unidas el 19 de diciembre de 2011. Esta proclamación responde a la necesidad de reconocer los derechos de las niñas y los desafíos únicos que enfrentan en todo el mundo. La iniciativa busca promover el empoderamiento de las niñas y asegurar el cumplimiento de sus derechos humanos, apoyándolas para que puedan desarrollarse plenamente y convertirse en agentes de cambio en sus comunidades. La propuesta fue presentada formalmente por Canadá, con el apoyo de International Plan, una organización no gubernamental que trabaja a nivel mundial para mejorar la vida de las niñas a través de su campaña: Because I Am a Girl.

## Celebración
Este día se celebra el 11 de octubre. La fecha fue elegida para conmemorar la adopción de la Declaración y Plataforma de Acción de Beijing en 1995, el primer documento internacional que aborda específicamente los derechos de las niñas. La primera celebración oficial tuvo lugar en 2012. Desde entonces, se han organizado numerosos eventos y actividades que incluyen foros de discusión, talleres, campañas de sensibilización y programas educativos. Estas actividades suelen centrarse en temas como la educación, la salud, la igualdad de género y la prevención de la violencia, con el objetivo de inspirar a las niñas a alcanzar su máximo potencial y a influir en las políticas y decisiones que afectan sus vidas. La observancia del día apoya más oportunidades para las niñas y aumenta la conciencia sobre la desigualdad de género que enfrentan en todo el mundo, incluyendo áreas como el acceso a la educación, nutrición, derechos legales, atención médica y protección contra la discriminación, la violencia y el matrimonio infantil forzado.

## Temas
- 2012: Primera celebración[8]
- 2013: Innovar para la educación de las niñas[9]
- 2014: Empoderar a las adolescentes: poner fin al ciclo de la violencia[10]
- 2015: Paz y rol clave de las niñas[11]
- 2016: Progreso de las niñas = Progreso de los Objetivos[12][13]
- 2017: Las niñas “toman el poder” en el mundo[14]
- 2018: Con ellas: una generación de niñas preparadas[15]
- 2019: La fuerza de las niñas: espontánea e imparable[16]
- 2020: Mi voz, nuestro futuro igualitario[17]
- 2021: La generación digital es nuestra generación[18]
- 2022: Ahora es el momento: nuestros derechos, nuestro futuro[19]
- 2023: Invertir en los derechos de las niñas: nuestro liderazgo, nuestro bienestar[20]